# Ctenosaura praeocularis
Ctenosaura praeocularis е вид влечуго от семейство Iguanidae.

## Разпространение
Видът е разпространен в Хондурас.